# دبليو. د. رايت
دبليو. د. رايت (بالإنجليزية: W. D. Wright)‏ هو فيلسوف أمريكي، ولد في 1936. يعرف رايت بأعماله في مجال الفلسفة التحليلية، خاصة في مجالات المعرفة واللغة والمنطق. كما أنه قام بتأليف العديد من الكتب والمقالات في هذه المجالات، مما ساهم في تطوير الفلسفة التحليلية في الولايات المتحدة الأمريكية.

## وصلات خارجية
- الموقع الرسمي